# Бекон ле Гранит
Бекон ле Гранит (фр. Bécon-les-Granits) насеље је и општина у западној Француској у региону Лоара, у департману Мен и Лоара која припада префектури Анже.
По подацима из 2011. године у општини је живело 2690 становника, а густина насељености је износила 58,26 становника/km². Општина се простире на површини од 46,17 km². Налази се на средњој надморској висини од 65 метара (максималној 88 m, а минималној 18 m).

## Демографија
| 1962. | 1968. | 1975. | 1982. | 1990. | 1999. | 2011. |
| ----- | ----- | ----- | ----- | ----- | ----- | ----- |
| 1.606 | 1.563 | 1.432 | 1.820 | 2.252 | 2.327 | 2.690 |

График промене броја становника у току последњих година